# Santa María del Páramo
Santa María del Páramo é um município da Espanha na província de León, comunidade autónoma de Castela e Leão, de área 20,10 km² com população de 3156 habitantes (2006) e densidade populacional de 155,79 hab/km².

## Demografia
| Variação demográfica do município entre 1991 e 2004 | Variação demográfica do município entre 1991 e 2004 | Variação demográfica do município entre 1991 e 2004 | Variação demográfica do município entre 1991 e 2004 |
| --------------------------------------------------- | --------------------------------------------------- | --------------------------------------------------- | --------------------------------------------------- |
| 1991                                                | 1996                                                | 2001                                                | 2004                                                |
| 3081                                                | 3151                                                | 3149                                                | 3147                                                |